# Cezary Domański
Cezary Wojciech Domański (ur. 1962) – polski psycholog, profesor nauk społecznych.

## Życiorys
W 1989 roku ukończył studia psychologiczne na Uniwersytecie Marii Curie-Skłodowskiej w Lublinie, w 1996 roku obronił pracę doktorską pt. "Michał Hieronim hr. Leszczyc-Sumiński. Psychobiografia polskiego przyrodnika i miłośnika sztuki z XIX wieku", której promotorem był prof. Ryszard Terlecki. W 2009 roku habilitował się na podstawie pracy zatytułowanej – "Zapomniany inspirator. Théodule Armand Ribot i recepcja jego poglądów psychologicznych w Polsce na przełomie XIX i XX wieku". W 2025 roku uzyskał tytuł profesora nauk społecznych.
Został pracownikiem naukowym na Uniwersytecie Marii Curie-Skłodowskiej w Lublinie. Był członkiem Komitetu Historii Nauki i Techniki PAN.